# NGC 7731
NGC 7731 (również PGC 72128 lub UGC 12737) – galaktyka spiralna z poprzeczką (SBa), znajdująca się w gwiazdozbiorze Ryb. Odkrył ją Albert Marth 27 października 1864 roku.